# Токарьово (Люберецький міський округ)
Токарьо́во (рос. Токарёво) — присілок у складі Люберецького міського округу Московської області, Росія.

## Населення
Населення — 381 особа (2010; 491 у 2002).
Національний склад (станом на 2002 рік):
- росіяни — 98 %